# Fußball-Europameisterschaft 2004/Gruppe D
Resultate der Gruppe D der Fußball-Europameisterschaft 2004:
| Pl. | Land        | Sp. | S | U | N | Tore    | Diff. | Punkte |
| --- | ----------- | --- | - | - | - | ------- | ----- | ------ |
| 1.  | Tschechien  | 3   | 3 | 0 | 0 | 007:400 | +3    | 09     |
| 2.  | Niederlande | 3   | 1 | 1 | 1 | 006:400 | +2    | 04     |
| 3.  | Deutschland | 3   | 0 | 2 | 1 | 002:300 | −1    | 02     |
| 4.  | Lettland    | 3   | 0 | 1 | 2 | 001:500 | −4    | 01     |

## Tschechien – Lettland 2:1 (0:1)
| Tschechien                                                                        | Tschechien | Lettland | Lettland | Aufstellung                           |
| --------------------------------------------------------------------------------- | --- | --- | -------- | ------------------------------------- |
| Tschechien                                                                        | \| 1. Spieltag \| \| Dienstag, 15. Juni 2004 um 18:00 Uhr MESZ in Aveiro (Estádio Municipal de Aveiro) \| \| Zuschauer: 21.744 \| \| Schiedsrichter: Gilles Veissière ( Frankreich) \|                                                                    | \| 1. Spieltag \| \| Dienstag, 15. Juni 2004 um 18:00 Uhr MESZ in Aveiro (Estádio Municipal de Aveiro) \| \| Zuschauer: 21.744 \| \| Schiedsrichter: Gilles Veissière ( Frankreich) \| | Lettland | Aufstellung Tschechien gegen Lettland |
| Tschechien                                                                        | Petr Čech – Zdeněk Grygera (56. Marek Heinz), René Bolf, Tomáš Ujfaluši, Marek Jankulovski – Tomáš Galásek (64. Vladimír Šmicer) – Karel Poborský, Tomáš Rosický, Pavel Nedvěd – Jan Koller, Milan Baroš (87. Martin Jiránek) Cheftrainer: Karel Brückner | Aleksandrs Koliņko – Aleksandrs Isakovs, Mihails Zemļinskis, Igors Stepanovs, Oļegs Blagonadeždins – Imants Bleidelis, Vitālijs Astafjevs , Valentīns Lobaņovs (90. Vīts Rimkus), Andrejs Rubins – Māris Verpakovskis (81. Marians Pahars), Andrejs Prohorenkovs (72. Juris Laizāns) Cheftrainer: Aleksandrs Starkovs | Lettland | Aufstellung Tschechien gegen Lettland |
| Tschechien                                                                        | 1:1 Baroš (73.) 2:1 Heinz (85.) | 0:1 Verpakovskis (45.+1') | Lettland | Aufstellung Tschechien gegen Lettland |
| 1. Spieltag                                                                       | | |          |                                       |
| Dienstag, 15. Juni 2004 um 18:00 Uhr MESZ in Aveiro (Estádio Municipal de Aveiro) | | |          |                                       |
| Zuschauer: 21.744                                                                 | | |          |                                       |
| Schiedsrichter: Gilles Veissière ( Frankreich)                                    | | |          |                                       |

## Deutschland – Niederlande 1:1 (1:0)
| Deutschland                                                            | Deutschland | Niederlande | Niederlande | Aufstellung                               |
| ---------------------------------------------------------------------- | --- | --- | ----------- | ----------------------------------------- |
| Deutschland                                                            | \| 1. Spieltag \| \| Dienstag, 15. Juni 2004 um 20:45 Uhr MESZ in Porto (Estádio do Dragão) \| \| Zuschauer: 48.197 \| \| Schiedsrichter: Anders Frisk ( Schweden) \|                                                                                                | \| 1. Spieltag \| \| Dienstag, 15. Juni 2004 um 20:45 Uhr MESZ in Porto (Estádio do Dragão) \| \| Zuschauer: 48.197 \| \| Schiedsrichter: Anders Frisk ( Schweden) \| | Niederlande | Aufstellung Deutschland gegen Niederlande |
| Deutschland                                                            | Oliver Kahn – Arne Friedrich, Christian Wörns, Jens Nowotny, Philipp Lahm – Dietmar Hamann, Frank Baumann – Bernd Schneider (68. Bastian Schweinsteiger), Torsten Frings (79. Fabian Ernst), Michael Ballack – Kevin Kurányi (85. Fredi Bobic) Teamchef: Rudi Völler | Edwin van der Sar – Johnny Heitinga (74. Pierre van Hooijdonk), Jaap Stam, Wilfred Bouma, Giovanni van Bronckhorst – Phillip Cocu , Edgar Davids (46. Wesley Sneijder) – Rafael van der Vaart – Andy van der Meyde, Ruud van Nistelrooy, Boudewijn Zenden (46. Marc Overmars) Cheftrainer: Dick Advocaat | Niederlande | Aufstellung Deutschland gegen Niederlande |
| Deutschland                                                            | 1:0 Frings (30.) | 1:1 van Nistelrooy (81.) | Niederlande | Aufstellung Deutschland gegen Niederlande |
| Deutschland                                                            | Kevin Kurányi (12.), Michael Ballack (90.+1') | Phillip Cocu (29.), Jaap Stam (73.) | Niederlande | Aufstellung Deutschland gegen Niederlande |
| 1. Spieltag                                                            | | |             |                                           |
| Dienstag, 15. Juni 2004 um 20:45 Uhr MESZ in Porto (Estádio do Dragão) | | |             |                                           |
| Zuschauer: 48.197                                                      | | |             |                                           |
| Schiedsrichter: Anders Frisk ( Schweden)                               | | |             |                                           |

## Lettland – Deutschland 0:0
| Lettland                                                          | Lettland | Deutschland | Deutschland | Aufstellung                            |
| ----------------------------------------------------------------- | --- | --- | ----------- | -------------------------------------- |
| Lettland                                                          | \| 2. Spieltag \| \| Samstag, 19. Juni 2004 um 18:00 Uhr MESZ in Porto (Bessa-Stadion) \| \| Zuschauer: 22.344 \| \| Schiedsrichter: Mike Riley ( England) \| | \| 2. Spieltag \| \| Samstag, 19. Juni 2004 um 18:00 Uhr MESZ in Porto (Bessa-Stadion) \| \| Zuschauer: 22.344 \| \| Schiedsrichter: Mike Riley ( England) \| | Deutschland | Aufstellung Lettland gegen Deutschland |
| Lettland                                                          | Aleksandrs Koliņko – Aleksandrs Isakovs, Mihails Zemļinskis, Igors Stepanovs, Oļegs Blagonadeždins – Imants Bleidelis, Vitālijs Astafjevs , Valentīns Lobaņovs (70. Juris Laizāns), Andrejs Rubins – Māris Verpakovskis (90.+2' Dzintars Zirnis), Andrejs Prohorenkovs (67. Marians Pahars) Cheftrainer: Aleksandrs Starkovs | Oliver Kahn – Arne Friedrich, Christian Wörns, Frank Baumann, Philipp Lahm – Bernd Schneider (46. Bastian Schweinsteiger), Dietmar Hamann, Michael Ballack, Torsten Frings – Kevin Kurányi (78. Thomas Brdarić), Fredi Bobic (67. Miroslav Klose) Teamchef: Rudi Völler | Deutschland | Aufstellung Lettland gegen Deutschland |
| Lettland                                                          | Aleksandrs Isakovs (1.), Vitālijs Astafjevs (79.) | Arne Friedrich (21.), Dietmar Hamann (42.), Torsten Frings (53.) | Deutschland | Aufstellung Lettland gegen Deutschland |
| 2. Spieltag                                                       | | |             |                                        |
| Samstag, 19. Juni 2004 um 18:00 Uhr MESZ in Porto (Bessa-Stadion) | | |             |                                        |
| Zuschauer: 22.344                                                 | | |             |                                        |
| Schiedsrichter: Mike Riley ( England)                             | | |             |                                        |

## Niederlande – Tschechien 2:3 (2:1)
| Niederlande                                                                      | Niederlande | Tschechien | Tschechien | Aufstellung                              |
| -------------------------------------------------------------------------------- | --- | --- | ---------- | ---------------------------------------- |
| Niederlande                                                                      | \| 2. Spieltag \| \| Samstag, 19. Juni 2004 um 20:45 Uhr MESZ in Aveiro (Estádio Municipal de Aveiro) \| \| Zuschauer: 29.935 \| \| Schiedsrichter: Manuel Mejuto González ( Spanien) \| | \| 2. Spieltag \| \| Samstag, 19. Juni 2004 um 20:45 Uhr MESZ in Aveiro (Estádio Municipal de Aveiro) \| \| Zuschauer: 29.935 \| \| Schiedsrichter: Manuel Mejuto González ( Spanien) \|                                                                       | Tschechien | Aufstellung Niederlande gegen Tschechien |
| Niederlande                                                                      | Edwin van der Sar – Johnny Heitinga, Jaap Stam, Wilfred Bouma, Giovanni van Bronckhorst – Phillip Cocu , Edgar Davids – Clarence Seedorf (86. Rafael van der Vaart) – Andy van der Meyde (79. Michael Reiziger), Ruud van Nistelrooy, Arjen Robben (59. Paul Bosvelt) Cheftrainer: Dick Advocaat | Petr Čech – Zdeněk Grygera (25. Vladimír Šmicer), Tomáš Ujfaluši, Martin Jiránek, Marek Jankulovski – Tomáš Galásek (62. Marek Heinz) – Karel Poborský, Tomáš Rosický, Pavel Nedvěd – Jan Koller (75. David Rozehnal), Milan Baroš Cheftrainer: Karel Brückner | Tschechien | Aufstellung Niederlande gegen Tschechien |
| Niederlande                                                                      | 1:0 Bouma (4.) 2:0 van Nistelrooy (19.) | 2:1 Koller (23.) 2:2 Baroš (71.) 2:3 Šmicer (88.) | Tschechien | Aufstellung Niederlande gegen Tschechien |
| Niederlande                                                                      | Clarence Seedorf (9.), Johnny Heitinga (26.) | Tomáš Galásek (55.) | Tschechien | Aufstellung Niederlande gegen Tschechien |
| Niederlande                                                                      | Johnny Heitinga (75.) | | Tschechien | Aufstellung Niederlande gegen Tschechien |
| 2. Spieltag                                                                      | | |            |                                          |
| Samstag, 19. Juni 2004 um 20:45 Uhr MESZ in Aveiro (Estádio Municipal de Aveiro) | | |            |                                          |
| Zuschauer: 29.935                                                                | | |            |                                          |
| Schiedsrichter: Manuel Mejuto González ( Spanien)                                | | |            |                                          |

## Niederlande – Lettland 3:0 (2:0)
| Niederlande                                                                     | Niederlande | Lettland | Lettland | Aufstellung                            |
| ------------------------------------------------------------------------------- | --- | --- | -------- | -------------------------------------- |
| Niederlande                                                                     | \| 3. Spieltag \| \| Mittwoch, 23. Juni 2004 um 20:45 Uhr MESZ in Braga (Estádio Municipal de Braga) \| \| Zuschauer: 27.904 \| \| Schiedsrichter: Kim Milton Nielsen ( Dänemark) \| | \| 3. Spieltag \| \| Mittwoch, 23. Juni 2004 um 20:45 Uhr MESZ in Braga (Estádio Municipal de Braga) \| \| Zuschauer: 27.904 \| \| Schiedsrichter: Kim Milton Nielsen ( Dänemark) \| | Lettland | Aufstellung Niederlande gegen Lettland |
| Niederlande                                                                     | Edwin van der Sar – Michael Reiziger, Jaap Stam, Frank de Boer , Giovanni van Bronckhorst – Phillip Cocu, Edgar Davids (77. Wesley Sneijder) – Clarence Seedorf – Andy van der Meyde (63. Marc Overmars), Ruud van Nistelrooy (70. Roy Makaay), Arjen Robben Cheftrainer: Dick Advocaat | Aleksandrs Koliņko – Aleksandrs Isakovs, Mihails Zemļinskis, Igors Stepanovs, Oļegs Blagonadeždins – Vitālijs Astafjevs , Valentīns Lobaņovs – Imants Bleidelis (83. Andrejs Štolcers), Andrejs Rubins – Māris Verpakovskis (62. Marians Pahars), Andrejs Prohorenkovs (74. Juris Laizāns) Cheftrainer: Aleksandrs Starkovs | Lettland | Aufstellung Niederlande gegen Lettland |
| Niederlande                                                                     | 1:0 van Nistelrooy (27., Foulelfmeter) 2:0 van Nistelrooy (35.) 3:0 Makaay (84.) | | Lettland | Aufstellung Niederlande gegen Lettland |
| Niederlande                                                                     | Valentīns Lobaņovs (53.) | | Lettland | Aufstellung Niederlande gegen Lettland |
| 3. Spieltag                                                                     | | |          |                                        |
| Mittwoch, 23. Juni 2004 um 20:45 Uhr MESZ in Braga (Estádio Municipal de Braga) | | |          |                                        |
| Zuschauer: 27.904                                                               | | |          |                                        |
| Schiedsrichter: Kim Milton Nielsen ( Dänemark)                                  | | |          |                                        |

## Deutschland – Tschechien 1:2 (1:1)
| Deutschland                                                                   | Deutschland | Tschechien | Tschechien | Aufstellung                              |
| ----------------------------------------------------------------------------- | --- | --- | ---------- | ---------------------------------------- |
| Deutschland                                                                   | \| 3. Spieltag \| \| Mittwoch, 23. Juni 2004 um 20:45 Uhr MESZ in Lissabon (José-Alvalade-Stadion) \| \| Zuschauer: 46.849 \| \| Schiedsrichter: Terje Hauge ( Norwegen) \|                                                                                               | \| 3. Spieltag \| \| Mittwoch, 23. Juni 2004 um 20:45 Uhr MESZ in Lissabon (José-Alvalade-Stadion) \| \| Zuschauer: 46.849 \| \| Schiedsrichter: Terje Hauge ( Norwegen) \|                                                                                      | Tschechien | Aufstellung Deutschland gegen Tschechien |
| Deutschland                                                                   | Oliver Kahn – Arne Friedrich, Christian Wörns, Jens Nowotny, Philipp Lahm – Torsten Frings (46. Lukas Podolski), Dietmar Hamann (79. Miroslav Klose) – Bernd Schneider, Michael Ballack, Bastian Schweinsteiger (86. Jens Jeremies) – Kevin Kurányi Teamchef: Rudi Völler | Jaromír Blažek – Martin Jiránek, René Bolf, David Rozehnal, Pavel Mareš – Tomáš Galásek (46. Tomáš Hübschman), Jaroslav Plašil (70. Karel Poborský), Roman Týce, Štěpán Vachoušek – Marek Heinz, Vratislav Lokvenc (59. Milan Baroš) Cheftrainer: Karel Brückner | Tschechien | Aufstellung Deutschland gegen Tschechien |
| Deutschland                                                                   | 1:0 Ballack (21.) | 1:1 Heinz (30.) 1:2 Baroš (77.) | Tschechien | Aufstellung Deutschland gegen Tschechien |
| Deutschland                                                                   | Jens Nowotny (38.), Philipp Lahm (74.), Christian Wörns (83.) | Roman Týce (48.) | Tschechien | Aufstellung Deutschland gegen Tschechien |
| 3. Spieltag                                                                   | | |            |                                          |
| Mittwoch, 23. Juni 2004 um 20:45 Uhr MESZ in Lissabon (José-Alvalade-Stadion) | | |            |                                          |
| Zuschauer: 46.849                                                             | | |            |                                          |
| Schiedsrichter: Terje Hauge ( Norwegen)                                       | | |            |                                          |